# Мариони, Бруно
Бруно Мариони Хименес (исп. Bruno Marioni Giménez; родился 15 июня 1975 года в Паране, Аргентина) — аргентинский футболист, игравший на позиции нападающего. Известен по выступлениям за клубы УНАМ Пумас, «Атлас» и «Бока Хуниорс».
Изначально Бруно носил фамилию Хименес, но после того, как в 1999 году впервые познакомился со своим дедом, в знак уважения и памяти он сменил фамилию на Мариони, как у деда.

## Клубная карьера
Мариони начал карьеру в клубе «Ньюэллс Олд Бойз», где за два сезона забил в 49 матчах 20 мячей. После такого яркого начала Бруно заинтересовались многие клубы и 1997 году он перешёл в «Эстудиантес». Летом того же года он перешёл в португальский «Спортинг». В Лиссабоне Мариони забил всего 1 гол в 16 матчах и потерял место в основе. В 1999 году Бруно вернулся в Аргентину, подписав контракт с «Индепендьенте». По окончании сезона Мариони вновь уехал в Европу. Полгода он провёл в Испании, выступая за «Вильярреал», но как и в Португалии карьера не заладилась. Мариони вернулся в «Индепендьенте», на этот раз он не смог никак проявить себя и вновь уехал в Испанию.
Два сезона Бурно провёл на Канарских островах, забивая в каждой третьей игре за «Тенерифе». В 2003 году он в третий раз стал футболистом «Индепендьенте», но как и два года назад не смог ничем себя проявить.
В 2004 году Мариони подписал контракт с мексиканским УНАМ Пумас. В первом же сезоне он помог клубу выиграть мексиканскую Примеру, а также стал лучшим бомбардиром чемпионата. Это достижение Бруно повторил в 2006 году уже будучи футболистом «Толуки». После яркого выступлений в Мексике Мариони получил приглашение в «Бока Хуниорс». Несмотря на то, что он был футболистом резерва, Бруно смог помочь новой команде выиграть Кубок Либертадорес.
В 2007 году Мариони вернулся в Мексику, где заключил соглашение с «Атласом». 26 августа в матче против «Гвадалахары» он забил свой первый гол за команду из Канкуна. Летом 2008 года Бруно на правах аренды перешёл в «Пачуку». 3 августа в матче против «Сан-Луиса» он дебютировал за новую команду. 14 сентября в поединке против «Гвадалахары» Мариони забил свой первый гол за Пачуку. После окончания аренды он вернулся в «Атлас».
В 2009 году Мариони принял приглашение «Эстудиантес Текос». 25 июля в матче против «Пачуки» он дебютировал за новую команду. В этом де поединке Бруно забил свой первый гол за новую команду, реализовав пенальти. В ноябре того же года Мариони объявил об окончании карьеры.

## Достижения
Командные
 УНАМ Пумас
- Чемпионат Мексики по футболу — Клаусура 2004

 «Бока Хуниорс»
- Обладатель Кубка Либертадорес — 2007

Индивидуальные
- Лучший бомбардир Лиги MX — Клаусура 2004
- Лучший бомбардир Лиги MX — Апертура 2006
- Лучший Интерлиги — 2008
- Лучший бомбардир Южноамериканского кубка — 2005